# ゴシェン郡 (ワイオミング州)
座標: 北緯42度09分 西経104度36分 / 北緯42.150度 西経104.600度
ゴシェン郡（英: Goshen County）は、アメリカ合衆国ワイオミング州にある郡。2005年の推定人口は12,243人で、郡庁所在地はトーリントン（Torrington）である。

## 歴史
ゴシェン郡は1911年に組織された。

## 地理
アメリカ合衆国国勢調査局によると、この郡は総面積5,781 km2 （2,232 mi2）である。このうち5,764 km2 （2,225 mi2）が陸地で、18 km2 （7 mi2）が水面である。総面積の0.31%が水面となっている。

### 隣接する郡
- ニオブララ郡（北）
- スー郡 (ネブラスカ州)（東）
- スコッツブラフ郡 (ネブラスカ州)（東）
- バナー郡 (ネブラスカ州)（南東）
- ララミー郡（南）
- プラット郡（西）

### 郡内の国立保護区
- フォート・ララミー国定歴史史跡

## 人口動静

ゴシェン郡の人口ピラミッド

2000年現在の国勢調査で、この郡は12,538人、5,061世帯、及び3,426家族が暮らしている。人口密度は2/km2 （6/mi2）で、1/km2 （3/mi2）の平均的な密度に5,881軒の住居が建っている。この郡の人種的構成は白人93.83%、アフリカン・アメリカン0.20%、先住民0.86%、アジア系0.20%、太平洋諸島系0.12%、その他の人種3.65%、及び混血1.14%で、人口の8.83%がヒスパニックまたはラテン系である。人口のうち38.2%がドイツ系、10.4%がイングランド系、8.0%がアイルランド系、同じく8.0%がアメリカ系移民の子孫である。
5,061世帯のうち、28.60%は18歳未満の子供と暮らしており、56.70%は夫婦で生活している。7.70%は未婚の女性が世帯主であり、32.30%は家族以外の住人と同居している。27.60%は独身の居住者が住んでおり、13.10%は65歳以上で独居である。1世帯あたりの平均人数は2.38人であり、家庭の場合は2.90人である。
郡内の住民は24.20%が18歳未満の未成年、18歳以上24歳以下が9.40%、25歳以上44歳以下が24.30%、45歳以上64歳以下が24.80%、及び65歳以上が17.30%にわたっている。中央値年齢は40歳である。女性100人ごとに対して男性は98.90人いて、18歳以上の女性100人ごとに対して男性は95.00人いる。
この郡の世帯ごとの平均的な収入は32,228米ドルであり、家族ごとでは40,297米ドルである。男性の27,713米ドルに対して女性は17,584米ドルの平均的な収入がある。この郡の一人当たりの収入（per capita income）は15,965米ドルである。人口の13.90%及び家族の9.70%は貧困線以下である。18歳未満の16.30%及び65歳以上の12.50%は貧困線以下の生活を送っている。

## コミュニティー
都市
- トーリントン（英語版）（Torrington）

町
- フォート・ララミー（en:Fort Laramie, Wyoming）
- ラ・グランジ（en:La Grange, Wyoming）
- リングル（en:Lingle, Wyoming）
- ヨーダー（en:Yoder, Wyoming）

国勢調査指定地域
- ホーク・スプリングス（en:Hawk Springs, Wyoming）
- ハントレイ（en:Huntley, Wyoming）
- ベテラン（en:Veteran, Wyoming）

その他
- ジェイ・エム（en:Jay Em, Wyoming）